# Romano Battisti
Romano Battisti (ur. 21 sierpnia 1986 w Priverno) – włoski wioślarz, wicemistrz olimpijski w dwójce podwójnej z Londynu, mistrz Europy, uczestnik Letnich Igrzysk Olimpijskich 2016 w Rio de Janeiro.

## Osiągnięcia
| Rok  | Impreza                     | Miejsce             | Konkurencja           | Lokata      |
| ---- | --------------------------- | ------------------- | --------------------- | ----------- |
| 2004 | Mistrzostwa świata juniorów | Banyoles            | ósemka                | 9. miejsce  |
| 2006 | Mistrzostwa świata U-23     | Hazewinkel          | ósemka                | 3. miejsce  |
| 2007 | Mistrzostwa świata U-23     | Glasgow             | czwórka ze sternikiem | 1. miejsce  |
| 2008 | Mistrzostwa Europy          | Ateny               | czwórka bez sternika  | 2. miejsce  |
| 2009 | Mistrzostwa świata          | Poznań              | ósemka                | 6. miejsce  |
| 2009 | Mistrzostwa Europy          | Brześć              | ósemka                | 5. miejsce  |
| 2010 | Mistrzostwa Europy          | Montemor-o-Velho    | ósemka                | 6. miejsce  |
| 2011 | Mistrzostwa Europy          | Płowdiw             | dwójka podwójna       | 6. miejsce  |
| 2012 | Igrzyska olimpijskie        | Londyn              | dwójka podwójna       | 2. miejsce  |
| 2012 | Mistrzostwa Europy          | Varese              | dwójka podwójna       | 2. miejsce  |
| 2013 | Mistrzostwa Europy          | Sewilla             | dwójka podwójna       | 1. miejsce  |
| 2013 | Mistrzostwa świata          | Chungju             | dwójka podwójna       | 3. miejsce  |
| 2014 | Mistrzostwa świata          | Amsterdam           | dwójka podwójna       | 2. miejsce  |
| 2015 | Mistrzostwa świata          | Aiguebelette-le-Lac | dwójka podwójna       | 10. miejsce |
| 2016 | Igrzyska olimpijskie        | Rio de Janeiro      | dwójka podwójna       | 4. miejsce  |